# 第二长老会教堂 (芝加哥)
第二长老会教堂（Second Presbyterian Church）是一座哥特复兴风格的教堂，位于美国芝加哥的密歇根大街。在19世纪末20世纪初，芝加哥一些最显赫的家族是该堂的教友。1900年大火后内部彻底重建，为艺术与工艺美术运动风格。1974年列入国家史迹名录，1977年列为芝加哥地标。